# Química perfecta
Química Perfecta es el tercer álbum de estudio del dúo puertorriqueño Magnate & Valentino. Fue publicado el 22 de septiembre de 2009 a través de los sellos discográficos VI Music y Machete Music. Del álbum se desprende el sencillo «Si te acuerdas de mí», además de las canciones de amor «Nobody», «Si yo te amé» y «Tentación».

## Lista de canciones
| N.º   | Título                 | Productor(es) | Duración |  |
| 1.    | «Oh, oh»               | Mambo Kingz   | 2:46     |  |
| 2.    | «Nobody»               | Mambo Kingz   | 3:23     |  |
| 3.    | «Tentación»            | Mambo Kingz   | 2:47     |  |
| 4.    | «Una en un millón»     | Eliel         | 3:49     |  |
| 5.    | «Si yo te amé»         | Eliel         | 3:38     |  |
| 6.    | «Si te acuerdas de mí» | Mambo Kingz   | 3:41     |  |
| 7.    | «Tucu, tucu»           | Santana       | 3:10     |  |
| 8.    | «Pa'l carnaval»        | Eliel         | 2:55     |  |
| 9.    | «El castigo»           | Fantasma      | 3:52     |  |
| 10.   | «Olvidar»              | Eliel         | 3:29     |  |
| 33:10 |                        |               |          |  |

## Posicionamiento en listas
| Listas (2009)                        | Mejor posición |
| ------------------------------------ | -------------- |
| Estados Unidos (Latin Rhythm Albums) | 5              |
| Estados Unidos (Top Latin Albums)    | 37             |